# Aviv Buchler
Aviv Buchler, née le 5 mars 2000 en Israël, est une actrice israélienne.

## Filmographie

### Télévision
- 2013-2014 : Ha-Shminiya : Tamar Dvir (16 épisodes)
- 2017-2018 : Greenhouse Academy : Emma Geller (18 épisodes)
- 2021 : Line in the sand
- 2021 : Black space